# Satellit-TV
Satellit-TV är TV-sändningar där en artificiell satellit används för att sända TV-program, antingen direkt till den enskilda TV-tittaren (DTH – ”direct to home”), eller för vidaresändning i ett kabel-tv-nät eller i ett mindre centralantennsystem.
De satelliter som används för TV-överföring är antingen geostationära, det vill säga de rör sig i en geostationär bana och befinner sig alltid ovanför samma punkt på jorden, eller så rör de sig i en mycket oval bana.
Sändningen sker genom att en signal skickas från en länkstation på jorden, med hjälp av en parabolantenn, till en satellit. Denna signalväg kallas för upplänk. Parabolantennen är riktad mot en speciell satellit och signalen skickas med en specifik frekvens för att tas emot av en transponder inställd på denna frekvens på satelliten. Transpondern skickar sedan tillbaka signalen till jorden men på en annan frekvens för att inte störa mottagandet av den inkommande signalen. Denna signalväg kallas för nedlänk. Förutom frekvensen är position, geografiskt område och polarisation även av stor vikt vid satellitsändningar.
Vid upplänkning av digitala signaler behöver länkstationen annan utrustning än vid upplänkning av analoga signaler, men själva satelliten klarar utan ombyggnation att ta emot båda delarna.
En satellit kan ha upp till 32 transpondrar för Ku-bandet (10,70–12,75 GHz) och upp till 24 transpondrar för en satellit med enbart C-bandet (3,70–4,20 GHz). Fler transpondrar än så kan förekomma på satelliter som klarar båda banden. En transponder kan sända 6–10 digitala programkanaler samtidigt. För att sända analoga programkanaler krävs vanligtvis en transponder per kanal.
De analoga sändningar som sker via satellit sänds vanligtvis manipulerat eller omanipulerat (scrambled/unscrambled krypteringssystem) i standarderna PAL, SECAM eller NTSC.
Om signaler sänds digitaliserat eller multiplext används vanligtvis QPSK. Digital-TV baseras ofta på öppna standarder såsom MPEG och DVB-S.
De HDTV-sändningar som sänds i USA kan inte ses i Europa, bland annat på grund av att satelliterna är geostationära och därför bara når över den amerikanska kontinenten.

## Täckning och mottagning
Man kan ta emot satellit-TV i så gott som hela Europa, liksom i många andra länder. Eftersom satelliternas sändningar har en begränsad styrka (effekt), samt på grund av att jordklotet är sfäriskt så kan man i praktiken inte ta emot sändningar från vilken satellit som helst var som helst på jorden. Några av de satelliter vars program man kan ta emot i Sverige är följande:
- Astra 4A (4,8° öst. Här sänds bl.a. Viasats utbud)
- Thor 1 (0,8° väst. Här sänds bl.a. Canal Digitals utbud)
- Hotbird (13° öst)
- Astra (19,2° öst)

Om man vill ta emot sändningar från fler än en satellit finns det flera varianter:
- En parabolantenn per satellit. En inte helt praktisk lösning. Dock finns det vissa som har flera parabolantenner, exempelvis för att någon av satelliterna egentligen inte inriktar sig mot den svenska marknaden (och dess signal alltså är svag över Sverige).
- Multipla LNB:er (Low-noise block downconverter). När man har designat satelliternas positioner tycks man avsiktligt ha placerat dem med 6°-intervaller. Detta gör att man med en enda parabolantenn och två LNB:er ganska enkelt och kostnadseffektivt kan ta emot till exempel Astra 4A/Thor 1-kombinationen (även känt som en Nordenparabol) eller Astra/Hotbird-kombinationen. Det är även fullt möjligt att med 4 LNB:er ta emot till exempel alla dessa satelliter (Astra 4A/Thor 1/Astra/Hotbird).
- Parabolantenn med motor. Parabolantennen vrider sig då, kontrollerat från digitalboxen genom användarens knapptryckning på fjärrkontrollen, mot rätt satellit.

Vid mottagning av satellit-TV är det viktigt att det är fri sikt mellan parabolen och satelliten. Detta innebär att man måste ha sin parabolantenn riktad mot satelliten, som på norra halvklotet är mot söderhorisonten eftersom satelliterna befinner sig i en bana ovanför ekvatorn. Svårigheter kan då uppstå om man exempelvis bor i en lägenhet med fönster endast mot norr.
Det finns olika typer av TV-kanaler som sänder via satellit-TV. Vissa kanaler kallas för Free-to-air (förkortas FTA), kanaler som sänder utan kryptering och som alltså inte kräver något abonnemang för mottagning. Vanligen är dessa kanaler istället reklamfinansierade.
För att få in fler kanaler än FTA-kanalerna måste man ha ett abonnemang av något slag. I Sverige kan dessa köpas av Viasat och Canal Digital. Såväl Viasat som Canal Digital tillhandahåller både abonnemang med ett utökat antal TV-kanaler (jämfört med vanlig marksänd TV), och paket med ett "grundutbud", se frikanalspaketet.

## Historik ur ett svenskt perspektiv
Intresset för satellit-TV började i Sverige vakna i början av 1980-talet då ett fåtal entusiaster byggde sin egen utrustning för att ta emot sovjetisk TV. I mitten av 1980-talet fanns parabolantenner och satellitmottagare att köpa i fackhandeln. Man tittade då mest på sändningar från satelliterna ECS (senare Eutelsat) och Intelsat numera Intelsat, S.A. Den socialdemokratiska riksdagsledamoten Maj Britt Theorin förespråkade 1987 förbud mot privat innehav av parabolantenner. Detta skedde genom ett förslag från det Socialdemokratiska Kvinnoförbundet vid genombrottet av den kommersiella televisionen i Sverige i mitten av 1980-talet. Det röstades dock ner vid kongressen. I början av 1989 togs Astra 1A i bruk och revolutionerade satellit-TV-tittandet i Sverige. Astra 1A var den första i en lång rad s.k. medeleffektsatelliter avsedda att tas emot med parabolantenner hemma hos den enskilde TV-tittaren. Tack vare högre sändareffekt kunde nu betydligt mindre och billigare paraboler användas. En vanlig storlek i södra Sverige var 90 cm. Astra sände också betydligt fler kanaler än äldre satelliter. Astrapaketen blev snabbt populära. Ganska snart komplicerades dock satellit-TV-tittandet i Sverige i och med att TV4 1990 började sända över Tele-X i banpositionen 5 grader öst. Detta löste man genom att komplettera sin anläggning, antingen med en 20 – 40 cm stor extraparabol eller en sk. sidmatning i befintlig astraparabol. Under 1990-talet förlorade Astra allt mer i betydelse i Skandinavien, samtidigt som banpositionerna 5 grader öst och 1 grad väst växte sig starka i och med Sirius- och Thorsatelliterna. Sirius och Thor var från början avsedda för den brittiska tv-marknaden men togs över av skandinaviska intressen när BSkyB valde att satsa på Astra.
Till en början skedde i stort sett alla sändningar i PAL, men under 1990-talets första hälft växte D2MAC-standarden sig stark i Skandinavien. Detta fördyrade satellitmottagarna en hel del. Fördelen är något bättre bild än i PAL, och att ljudet, som sänds digitalt, ger möjlighet till två samtidiga stereokanaler. En annan, och kanske viktigare, fördel är möjligheten att enkelt kryptera både bild och ljud och därmed ta betalt av tv-tittaren.
D2MAC-sändningarna kom dock bara att bli en parentes i TV-historien. Sedan början av 2000-talet sänds de TV-kanaler som marknadsförs i Sverige digitalt i DVB.